# GamersGlobal
GamersGlobal ist eine 2009 von Jörg Langer gegründete Website mit Fokus auf Computerspielejournalismus. Neben redaktionell betreuten Beiträgen setzt die Website stark auf von Nutzern erstellte Inhalte. Finanziert wird GamersGlobal durch Abonnements, Affiliate-Marketing und Werbung der Spielehersteller. Das Magazin versucht, neutral zu bleiben und Werbeanzeigen gegen positive Berichterstattung zu vermeiden. Werden Reisekosten zu Veranstaltungen, über die berichtet wird, von Herstellern getragen, wird dies im jeweiligen Bericht ausgewiesen. Ansporn für die Gründung der Website war die Tatsache, dass traditionelle Print-Magazine wie GameStar, bei dem Langer zuvor leitend tätig war, mit dem wachsenden Spielemarkt nicht mehr mithalten konnten. Es konnte nur noch über große Titel berichtet und immer schwerer den Trends der Zeit gefolgt werden. Der Tiefgang und das Spezialwissen soll daher von Nutzern beigesteuert werden, die von Anfang an konzeptuell stark eingeplant wurden. Für benutzergenerierte Inhalte gibt es Regeln und Freigabeprozesse. Belohnt werden Nutzer mittels Gamification über ein Rangsystem. Eine Ausschüttung von Honoraren durch die VG Wort ist möglich. Auch das Melden von Fehlern oder Kommentieren von Beiträgen wird belohnt. Ohne Nutzerkonto ist keine Interaktion mit der Website möglich.